# Temporada de furacões no oceano Atlântico de 1966
A temporada de furacões no Atlântico de 1966 foi um evento no ciclo anual de formação de ciclones tropicais. A temporada começou em 1 de junho e terminou em 30 de novembro de 1966. Estas datas delimitam convencionalmente o período de cada ano quando a maioria dos ciclones tropicais tende a se formar na bacia do Atlântico.
A atividade da temporada de furacões no Atlântico de 1966 ficou pouco acima da média, com um total de 11 tempestades dotadas de nome e sete furacões, sendo que três destes atingiram a intensidade igual ou superior a um furacão de categoria 3 na escala de furacões de Saffir-Simpson.

### Outros sistemas

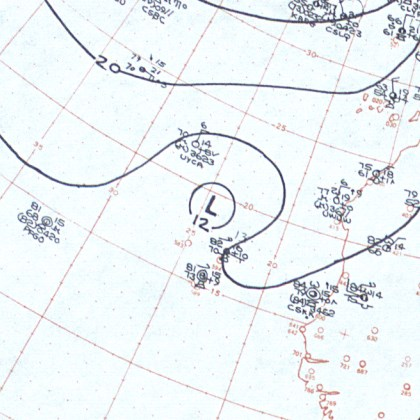
Mapa de análise de superfície de Kendra em 9 de outubro

## Resumo sazonal
A temporada iniciou-se com a formação do intenso furacão Alma, que se formou sobre a Nicarágua e seguiu para norte, atingindo Cuba e o sudeste dos Estados Unidos, causando 210 mihões de dólares em danos e 90 fatalidades. Na terceira semana de agosto, o furacão Faith formou-se ao sul de Cabo Verde e cruzou o Atlântico seguindo para oeste. Ao passar a leste das Bahamas, Faith recurvou e cruzou novamente o Atlântico, deixando de ser um ciclone tropical ao norte da Escócia em 7 de setembro. Percorrendo mais de 12.000 km, Faith tornou-se o furacão de maior trajetória percorrida no Atlântico até os dias de hoje. Ainda em setembro, a tempestade tropical Hallie atingiu a costa do golfo do México, causando apenas danos mínimos. O furacão Inez foi o mais intenso e devastador furacão da temporada, afetando praticamente todo o Caribe, a Flórida e o México, causando mais de 1.000 fatalidades e 200 milhões de dólares em prejuízos.

## Nomes das tempestades
Os nomes abaixo foram usados para dar nomes às tempestades que se formaram no Atlântico Norte em 1966.
Devido aos impactos causados pelo furacão Inez, seu nome foi retirado.
| - Alma - Becky - Celia - Dorothy - Ella - Faith - Greta | - Hallie - Inez - Judith - Kendra - Lois - Marsha (sem usar) - Noreen (sem usar) | - Orpha (sem usar) - Patty (sem usar) - Rena (sem usar) - Sherry (sem usar) - Thora (sem usar) - Vicky (sem usar) - Wilma (sem usar) |